# X Films
X Films fue una productora fundada por el empresario navarro Juan Huarte en los años sesenta (1 de enero de 1963), con el objetivo de producir y promocionar el cine experimental. Se disolvió a finales de los años 80, dejando una buena lista de películas imprescindibles, y muy desconocidas, para entender la historia del cine más alternativo y experimental en España. 

## Nombres
X Films reunió bajo su ala nombres que años más tarde serían célebres en el cine español, como José Luis Garci, José Luis García-Sánchez o Antonio Giménez-Rico, donde realizarían sus primeros cortometrajes, y a muchos artistas plásticos o experimentales que quisieron probar suerte en el cine experimental. 
El caso más llamativo fue el de José Antonio Sistiaga, pintor vasco que gracias a la confianza de Juan Huarte, disfrutó de un año entero de mecenazgo para producir su película Ere erera baleibu icik subua aruaren, un largometraje abstracto y mudo, pintado directamente sobre celuloide, que marcaría la senda por la que trabajaría de ahí en adelante Sistiaga. En la actualidad, Sistiaga trabaja en una película sobre el Sol, también pintando directamente sobre el celuloide. 
José María González-Sinde fue otro de los nombres claves de la productora. Aquí empezó su andadura profesional quien luego se convertiría en uno de los productores cinematográficos más importantes de la industria española. Su nombre es ahora el de un premio de la Academia de las Artes y las Ciencias Cinematográficas de España.

## Memoria
El trabajo de X Films ha permanecido más o menos olvidado durante todos estos años. El Festival Punto de Vista le dedicó un homenaje en 2006. 